# Chase Daniel
William Chase Daniel (Irving, 7 ottobre 1986) è un giocatore di football americano statunitense che milita nel ruolo di quarterback per i Los Angeles Chargers della National Football League (NFL). Al college ha giocato a football all'Università del Missouri.

## Carriera

### Washington Redskins
Daniel non fu scelto nel Draft NFL 2009 ma firmò come free agent coi Washington Redskins. Fu svincolato il 5 settembre 2009.

### New Orleans Saints
Il 6 settembre 2009, Daniel firmò con i New Orleans Saints in cui fu la riserva di Drew Brees e dal 2010 al 2012 giocò come holder durante i tentativi di kickoff.

### Kansas City Chiefs

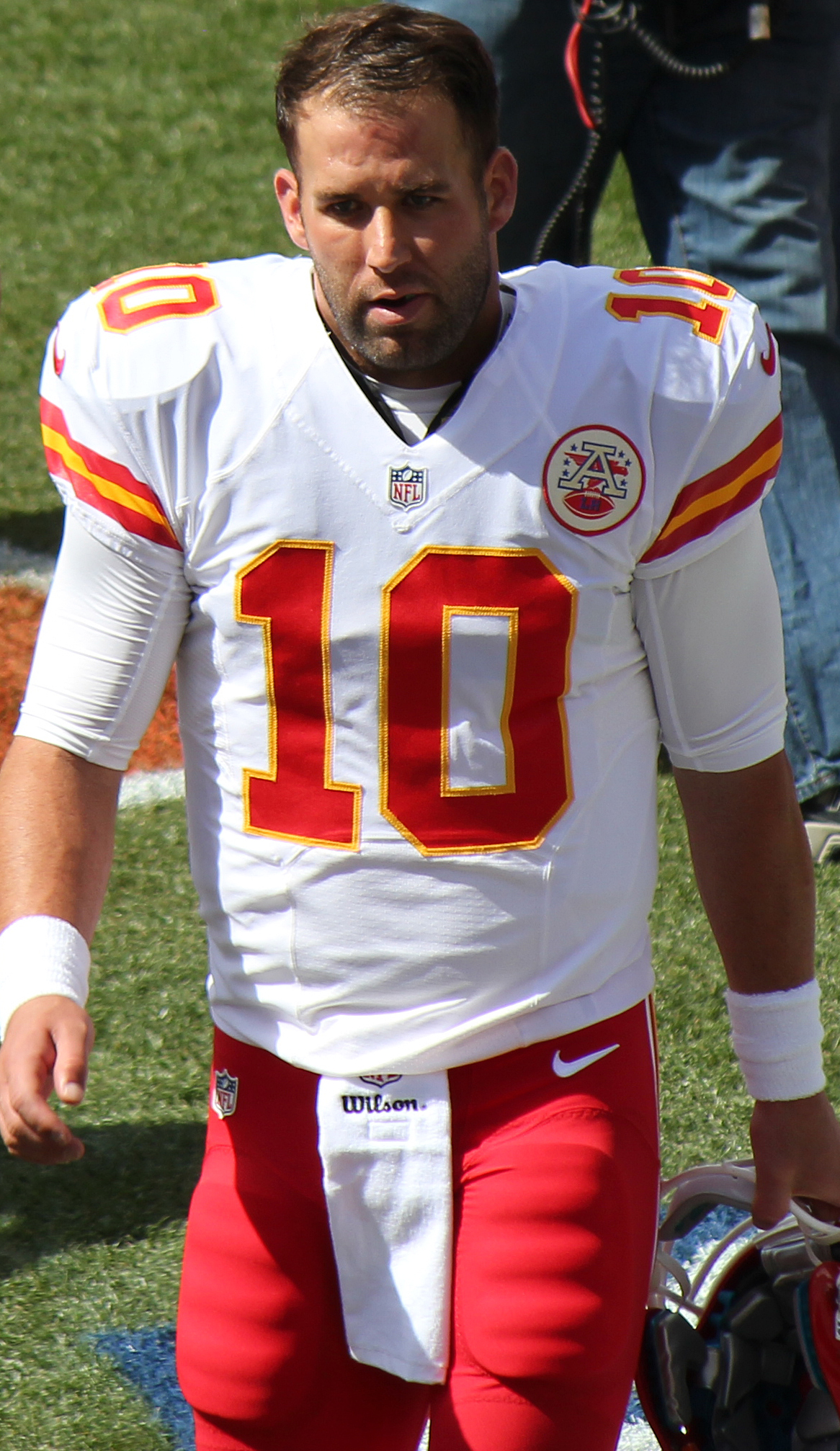
Daniel con i Chiefs nel 2014

Il 12 marzo 2013, Daniel firmò con i Kansas City Chiefs per essere la riserva di Alex Smith. Nell'ultima gara della stagione regolare, con la squadra già di sicura di un posto nei playoff, Chase ebbe la possibilità di disputare la prima gara da titolare come professionista in carriera contro i San Diego Chargers. La sua prestazione si concluse con 248 yard passate, un touchdown e un intercetto subito, coi Chiefs che, privi di 20 titolari su 22, furono sconfitti solo ai supplementari.
L'anno successivo, Daniel fu ancora nominato titolare per l'ultima gara della stagione, di nuovo contro i Chargers, ma questa volta a causa di un infortunio alla milza di Smith e con la squadra alla ricerca dell'ultimo posto disponibile per i playoff nel tabellone della AFC. I Chiefs riuscirono a vincere contro San Diego per 19-7 ma i risultati sugli altri campi li eliminarono dalla corsa ai playoff. Il quarterback concluse quella gara con 157 yard passate.

### Philadelphia Eagles
Il 9 marzo 2016, Daniel firmò con i Philadelphia Eagles per fungere da riserva di Sam Bradford, che fu però ceduto ai Minnesota Vikings il 3 settembre. Convinto così di partire titolare per l'inizio della stagione regolare, Daniel fu invece nominato riserva del rookie Carson Wentz. Il 13 marzo 2017 chiese di essere svincolato, venendo accontentato.

### Ritorno ai Saints
Il 29 marzo 2017, Daniel firmò un contratto di un anno per fare ritorno ai Saints.

### Chicago Bears
Nel 2018 Daniel firmò con i Chicago Bears. Nella gara del dodicesimo turno il Giorno del Ringraziamento disputò la terza partita come titolare in carriera al posto dell'infortunato Mitchell Trubisky completando 27 passaggi su 37 per 230 yard e 2 touchdown nella vittoria sui Lions per 23-16.
Nel quarto turno della stagione 2019 Daniel subentrò all'infortunato Trubisky nel primo quarto portando la squadra alla vittoria sui Vikings. Partì poi come titolare nells gara successiva, persa contro i Raiders a Londra, e dopo la settimana di pausa Trubisky fece ritorno come partente.

### Detroit Lions
Il 17 marzo 2020 Daniel firmò con i Detroit Lions.

### Los Angeles Chargers
Il 31 marzo 2021 Daniel firmò con i Los Angeles Chargers.

## Palmarès
- Super Bowl : 1

New Orleans Saints: Super Bowl XLIV
- National Football Conference Championship: 1

New Orleans Saints: 2009